# Marc Hornschuh
 (août 2025).
Pour les articles homonymes, voir Hornschuh.
Marc Hornschuh, né le 2 mars 1991 à Dortmund, est un footballeur professionnel allemand. Il occupe actuellement le poste de défenseur au FC Zurich.

## Biographie

### Tente de s'imposer à Dortmund
Après avoir signé un premier contrat professionnel en mars 2009, Marc Hornschuh intègre dans les mois qui suivent l'équipe principale du Borussia Dortmund. Cependant, il est le plus souvent mis à disposition de l'équipe réserve et ne joue aucun match avec les pros jusqu'en janvier 2012.
Ses dirigeants décident alors de l'envoyer en prêt du côté du FC Ingolstadt 04, club de deuxième division allemande, jusqu'en juin 2013. Mais là aussi, Hornschuh n'arrive pas à s'imposer, ne jouant que deux matches avec l'équipe première, et finalement son prêt est raccourci.
De retour par la suite à Dortmund, sa situation ne s'améliore pas.

## Statistiques
| Saison                | Club                    | Championnat           | Championnat | Championnat | Coupe(s) nationale(s) | Coupe(s) nationale(s) | Total | Total |
| Saison                | Club                    | Division              | M.          | B.          | M.                    | B.                    | M.    | B.    |
| 2010-2011             | Borussia Dortmund       | D1                    | 0           | 0           | 0                     | 0                     | 0     | 0     |
| 2011-2012             | Borussia Dortmund       | D1                    | 0           | 0           | 0                     | 0                     | 0     | 0     |
| 2011-2012             | FC Ingolstadt 04 (prêt) | D2                    | 2           | 0           | 0                     | 0                     | 2     | 0     |
| 2012-2013             | Borussia Dortmund       | D1                    | 0           | 0           | 0                     | 0                     | 0     | 0     |
| Total sur la carrière | Total sur la carrière   | Total sur la carrière | 2           | 0           | 0                     | 0                     | 2     | 0     |

1. ↑  À partir de janvier 2012.

## Palmarès
FC Zurich
- Champion de Suisse (1)
  - Champion : 2022